# Maximilian Ladurner
Maximilian Ladurner (* 6. Dezember 2001 in Meran) ist ein italienischer Basketballspieler.

## Werdegang
Ladurner, der aus dem Meraner Ortsteil Labers kommt, erlernte das Basketballspiel zunächst im Nachwuchs des Vereins Maia Basket Meran und wechselte dann zu Aquila Basket Trento. Im Laufe der Saison 2017/18 bestritt er sein erstes Spiel für Trient in der Serie A, 2019/20 dann auch im Europapokalwettbewerb Eurocup.
Der Durchbruch gelang Ladurner in Trient nicht. Im November 2023 wechselte er zum Zweitligisten Benedetto XIV Sella Cento, um mehr Einsatzzeit zu erhalten. Im Sommer 2024 nahm er ein Angebot des Zweitligisten Basket Torino an.

### Nationalmannschaft
2018 nahm er mit der italienischen U18-Nationalmannschaft an der Europameisterschaft dieser Altersklasse sowie am Albert-Schweitzer-Turnier in Deutschland teil. 2019 gehörte Ladurner erneut zum EM-Aufgebot der U18-Auswahl Italiens.